# Jardin botanique Hanbury
Pour les articles homonymes, voir Hanbury.
Le jardin botanique Hanbury (Giardini botanici Hanbury), situé près de la ville de Vintimille en Italie, est un des grands jardins botaniques de la Riviera italienne.
En 2007 et 2011, le parc a été inclus dans la liste des dix plus beaux jardins d'Italie,.

## Localisation
Le jardin est situé au Cap Mortola, Mortola inferiore. Il est accessible par le Corso Mentone qui prolonge la route nationale 7 à la frontière franco-italienne de Menton (plus précisément au pont Saint-Louis) en direction de Vintimille.
Le jardin s'étend de l'entrée située sur cette route jusqu'à la mer environ 100 mètres plus bas.

## Historique
En 1867, Thomas Hanbury, un Anglais ayant fait fortune aux Indes et en Chine dans le commerce des épices, du thé et de la soie, est à la recherche d'une résidence loin des pluvieux hivers britanniques. Après avoir parcouru le sud de la France et la côte ligure, il découvre le cap de La Mortola et décide de s'y installer. Le lieu est tout à fait exceptionnel : une pente de 18 hectares couverte d'oliviers, d'agrumes et de vignes plongeant dans la Méditerranée. Sur la vaste propriété s'élève également une demeure bâtie au XVIe siècle.
Thomas Hanbury voulait, selon les conseils de son frère Daniel, pharmacien et botaniste passionné, que sa propriété abrite un jardin exotique. Il achète cette propriété le 1er mai 1867.
La tâche est immense car les arbres et les plantes du site ont souffert d'un manque d'entretien et de conditions météorologiques inhabituelles (gelées). Les travaux débutent en 1868 sous la direction de Daniel Hanbury et grâce à l'aide du jardinier Ludovic Winter, adjoint de l'horticulteur Charles Huber, notamment, le jardin s'organise.
En 1875, Daniel Hanbury meurt et Ludovic Winter quitte le domaine pour se consacrer à sa propre pépinière, compromettant l'avenir du jardin. Cependant, Thomas Hanbury décide de continuer le travail de son frère. Ainsi, avec le concours d'experts allemands tels que Gustav Cronemayer, Kurt Dinter et Alwin Berger, le jardin atteint presque la perfection.
Rédigé en 1883, le premier Index seminum propose les semences de 600 espèces de plantes. Le premier catalogue des plantes cultivées dans l'Hortus Mortolensis, publié en 1889 recense 3 500 espèces tandis que le troisième, publié en 1912, en dénombre 5 800.
Thomas Hanbury meurt en 1907 et c'est son fils Cecil (en) qui hérite de la propriété. Peu après, la Première Guerre mondiale éclate et le jardin est délaissé.
Cependant, en 1918, l'épouse de Cecil, Lady Dorothy Symons, reprend en main le domaine. Faisant preuve d'un grand investissement personnel, elle crée un jardin méditerranéen, des terrasses d'hiver et ouvre au public une partie du parc.
Durant la Seconde Guerre mondiale, le jardin est dévasté par les bombardements, le passage des troupes et le vandalisme. N'ayant plus les moyens financiers d'entretenir le domaine, Lady Dorothy le vend à l'État italien en 1960 en s'assurant de son inaliénabilité. Le jardin fait aujourd'hui partie des Grandi Giardini Italiani.
À la fin des années 1960, d'importants travaux de restauration sont entrepris par l'Institut International d'Études Ligures, à qui a été confiée la gestion du jardin. Mais faute de crédits suffisants, l'Institut abandonne et, en 1983, le jardin passe sous le contrôle de l'université de Gênes. Aujourd'hui, l'Université continue l'aménagement du jardin ainsi que le travail de recensement botanique. Un nouveau catalogue a d'ailleurs été publié en 1996, dénombrant 7 000 espèces de plantes.
Les cendres de Thomas Hanbury, de son épouse et de Lady Dorothy reposent dans un mausolée néo-mauresque, construit au milieu du jardin.

## Végétation

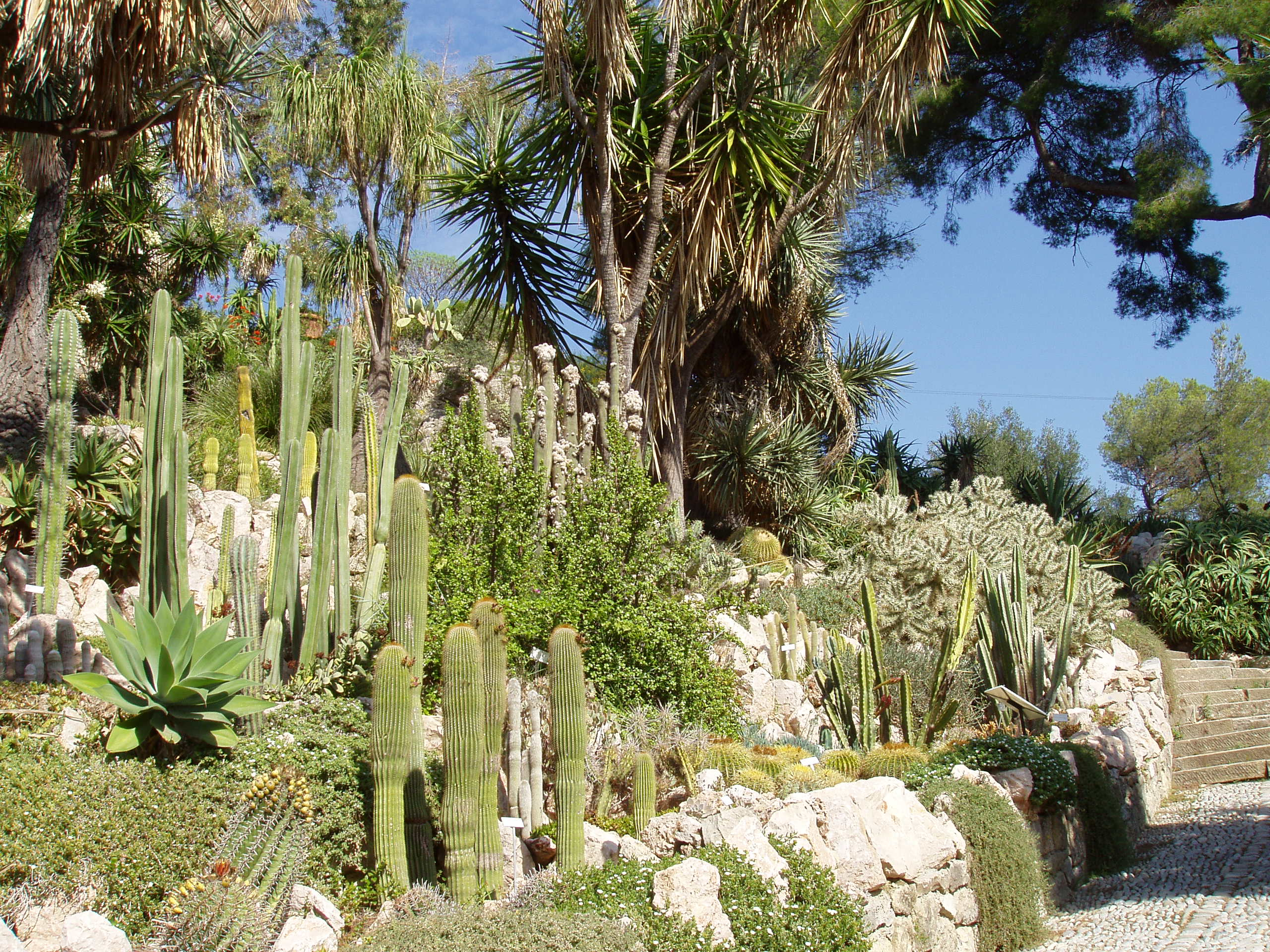
Cactus

Sur les 18 hectares que compte le jardin, neuf sont occupés par des espèces méditerranéennes et les neuf autres par des espèces exotiques. On peut ainsi y admirer une petite forêt australienne, un jardin mexicain, une grande variété de succulentes originaires des différents déserts du globe et une belle collection de cycadées d'Extrême-Orient.
Dans la partie haute de la propriété on peut voir des glycines et des lilas ; le long du torrent : des lauriers-roses ; au pied des murs : des passiflores, des roses, du lierre et des bégonias ; dans la partie au sud : des agaves, des aloès, des cactus, des yuccas, des oponces et des euphorbes.
Il y a aussi la palmeraie, les jardins monochromatiques destinés aux fleurs de saison, la plantation d'agrumes et le verger.

## Bâtiments et constructions
- Le portail d'entrée a été construit par l'architecte W. D. Caroe à la fin du XIXe siècle. Dans la clé de voûte du côté intérieur de l'arc d'entrée se trouve l'idéogramme chinois Fô qui signifie Bonheur et qui a été gravé pour la visite du jardin par Kouo Soung Tao, ambassadeur chinois en Angleterre, en 1879[3].
- La Fontana Nirvana a été construite sur des plans de 1872 de Ludwig Winter. Elle est dominée par des Agave attenuata poussant sur la paroi supérieure avec une curieuse floraison en trompe[3].
- Le Tempietto : gloriette provenant du parc anglais de Kingston, ancienne propriété des Hanbury, placée ici en 1947. Les cendres de Lady Dorothy Symons, femme de Cecil Hanbury y sont déposées[3].
- La Fontaine du Dragon du nom du bronze japonais au centre de la vasque. Il avait été acheté à Kyoto par Thomas Hanbury. La statue en marbre appelée "l'Esclave" a pour auteur Antonio Canava[3].
- Le Mausolée mauresque : petit temple de style orientalisant construit par l'architecte Pio Soli en 1886. Les cendres de Thomas Hanbury et Katherine Pease y sont déposés[3].
- La villa Orengo a une origine très ancienne. On a tout d'abord les traces d'une ancienne villa romaine située cette propriété qui était traversée par la Via Julia Augusta qui reliait les Gaules à l'Italie romaine. La famille des Lanteri a construit un château à cet emplacement au XIe siècle au retour de la Première Croisage. La propriété a été rachetée par la famille Orengo en 1620 qui l'a réaménagé. Thomas Hanbury l'a agrandi avec des terrasses, une cour à arcades et une tour[3].
- Près du ruisseau Sorba, la Casa Rustica a été construite en 1886 sur les plans de l'architecte Pio Soli comme siège de la direction et des activités scientifiques. Aujourd'hui c'est un petit musée avec des collections botaniques et des anciens outils. À l'étage, un herbier et son laboratoire[3].
- Dans la partie basse, on peut voir un tronçon pavé de la route publique utilisée jusqu’en 1836 coïncidant avec la Via Aurelia (ou Via Julia Augusta en France)[réf. nécessaire].

La maison Bellini, destinée au personnel, se trouve en contrebas des pépinières. Dans la plaine on aperçoit l'étable, la maison des jardiniers, la maison des gardiens, le fenil et l'écurie.

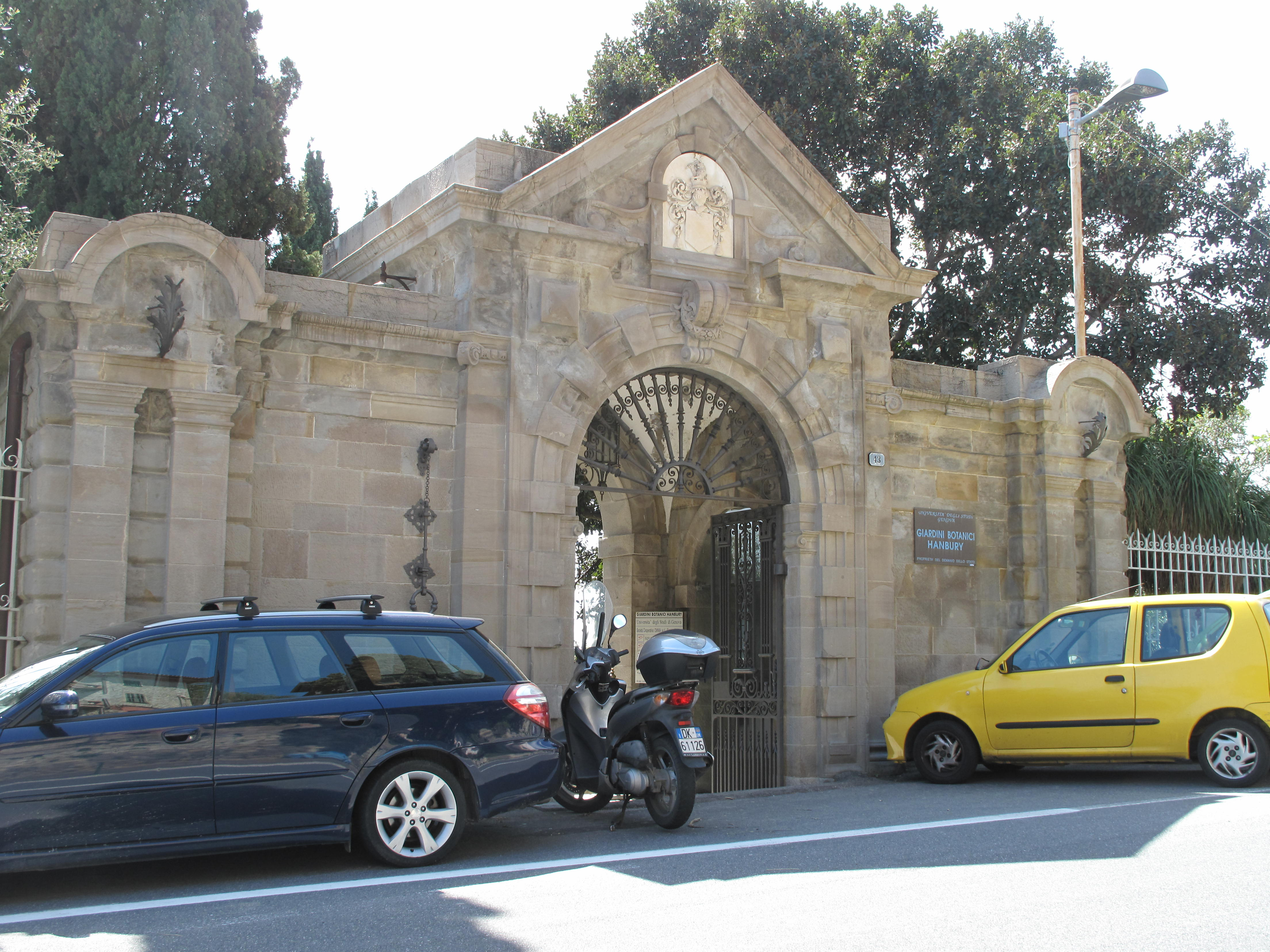
Portail d'entrée
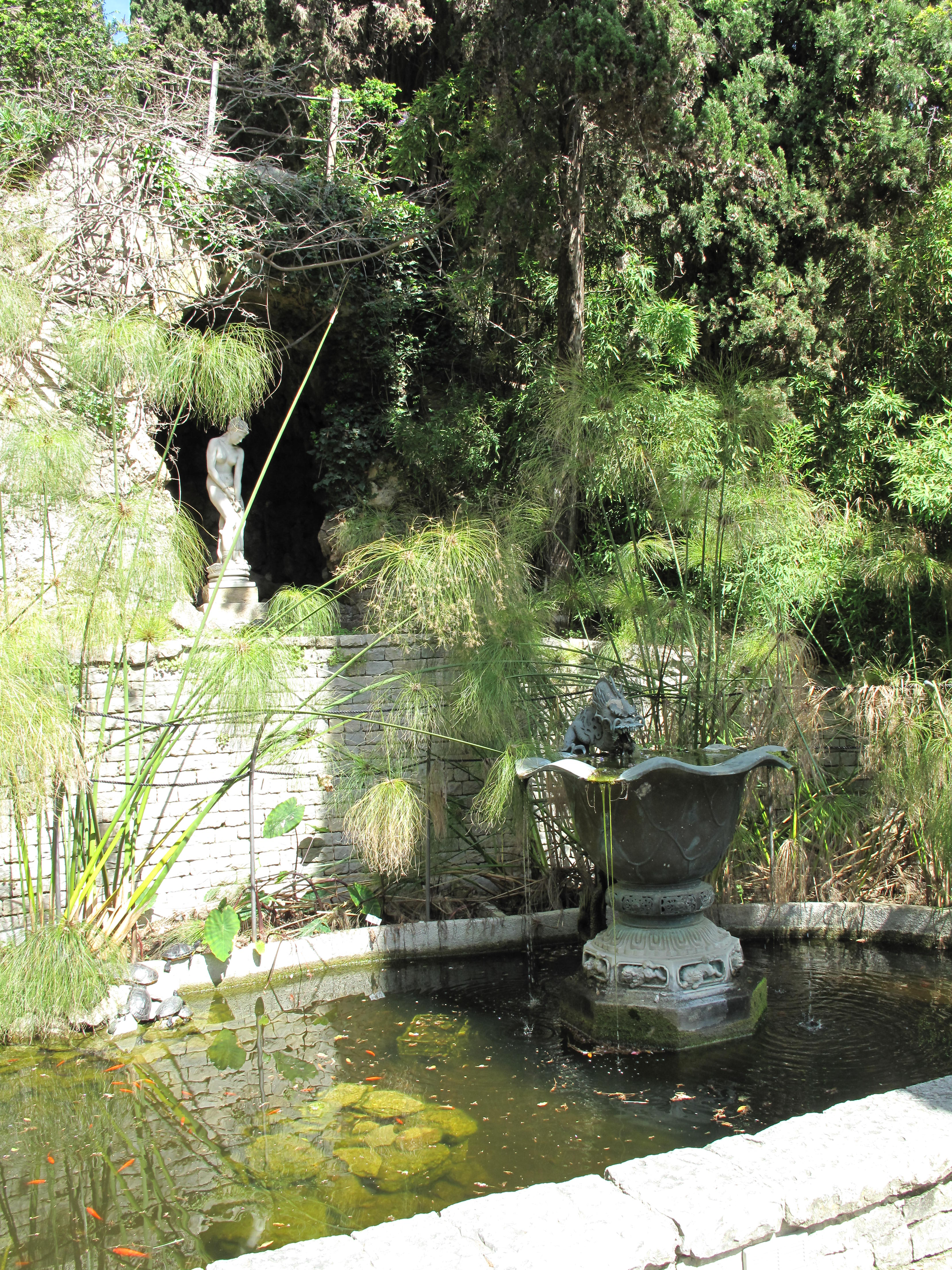
Fontaine du Dragon
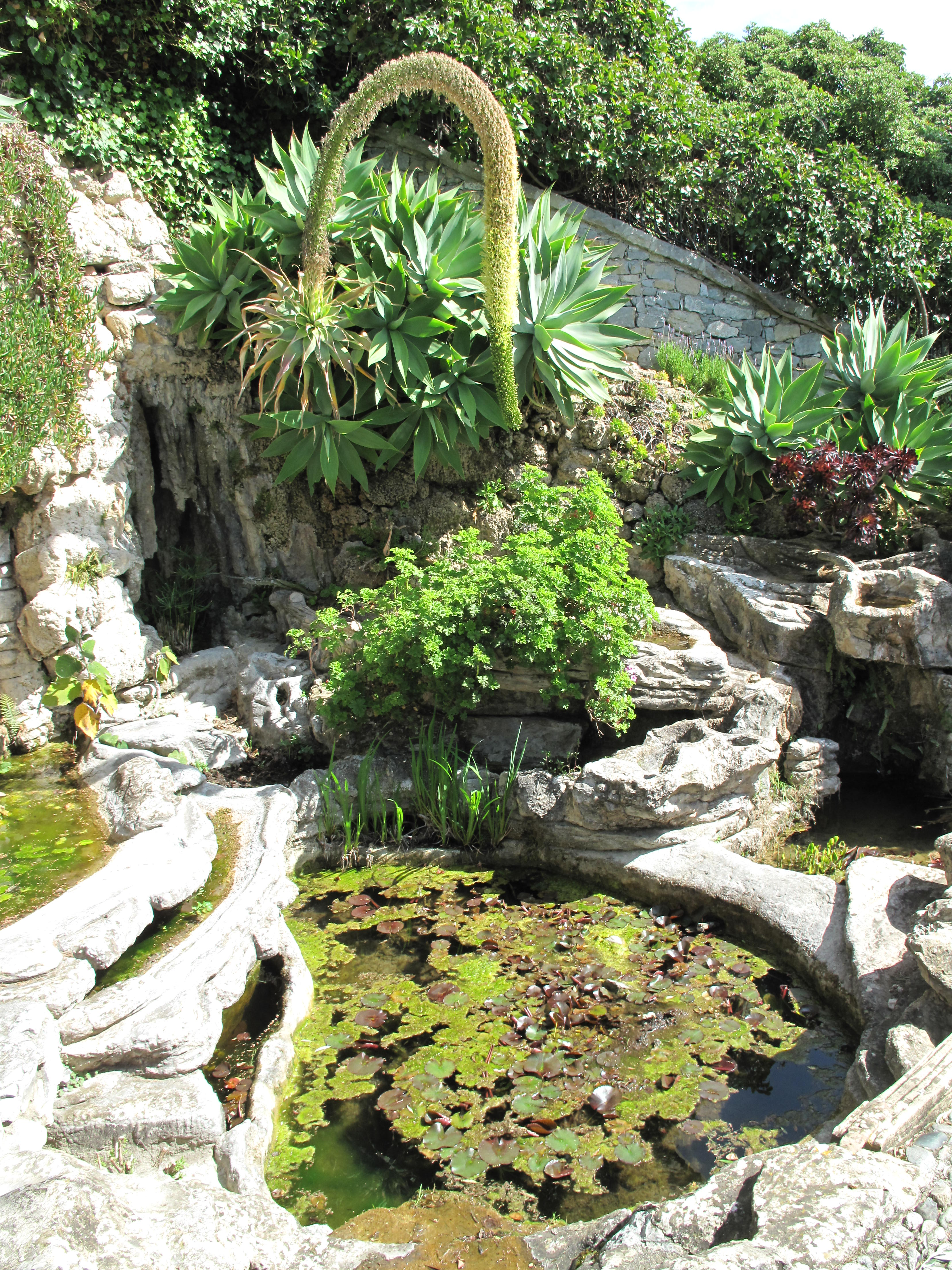
Fontana Nirvana
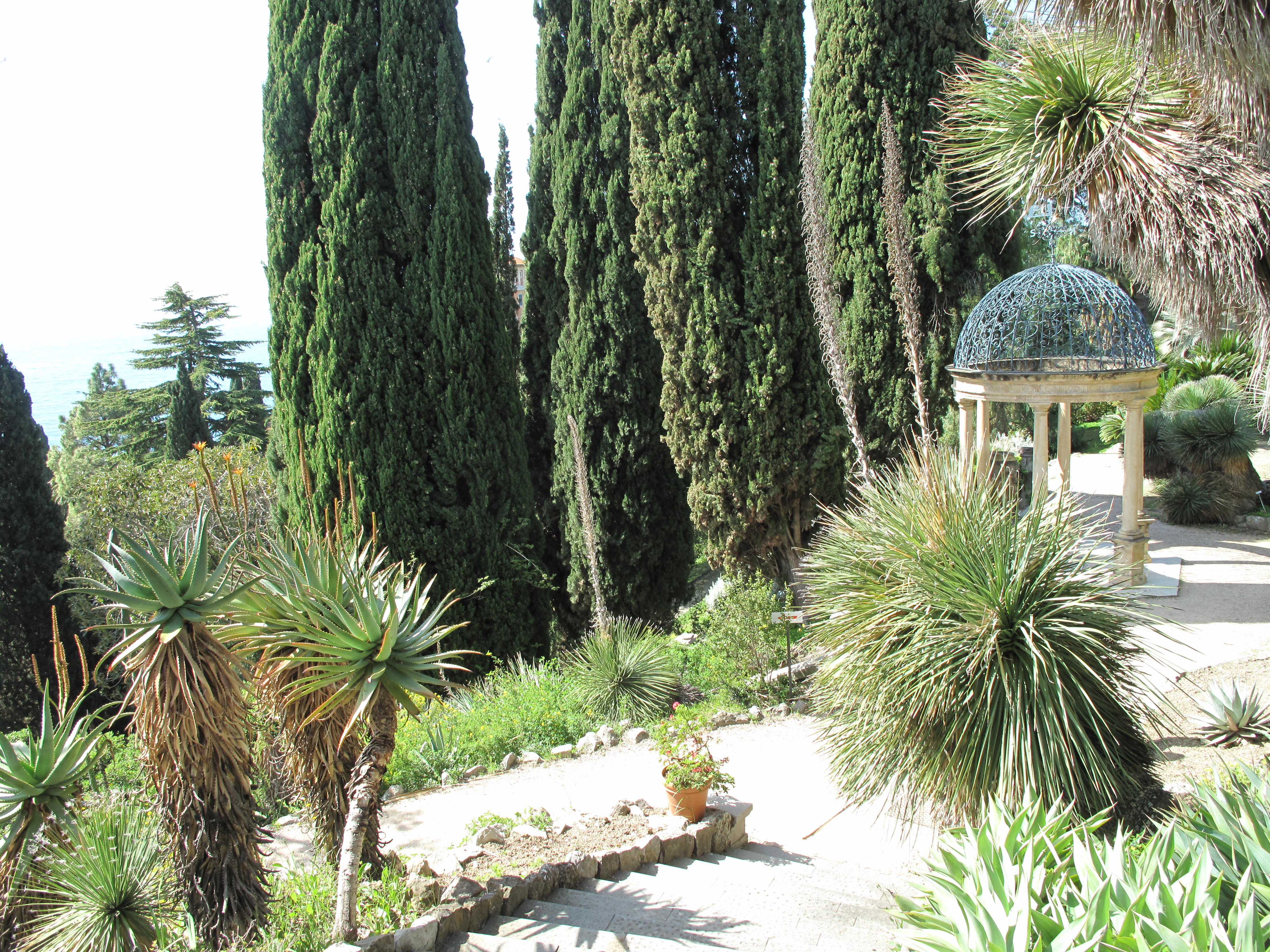
Le Tempietto
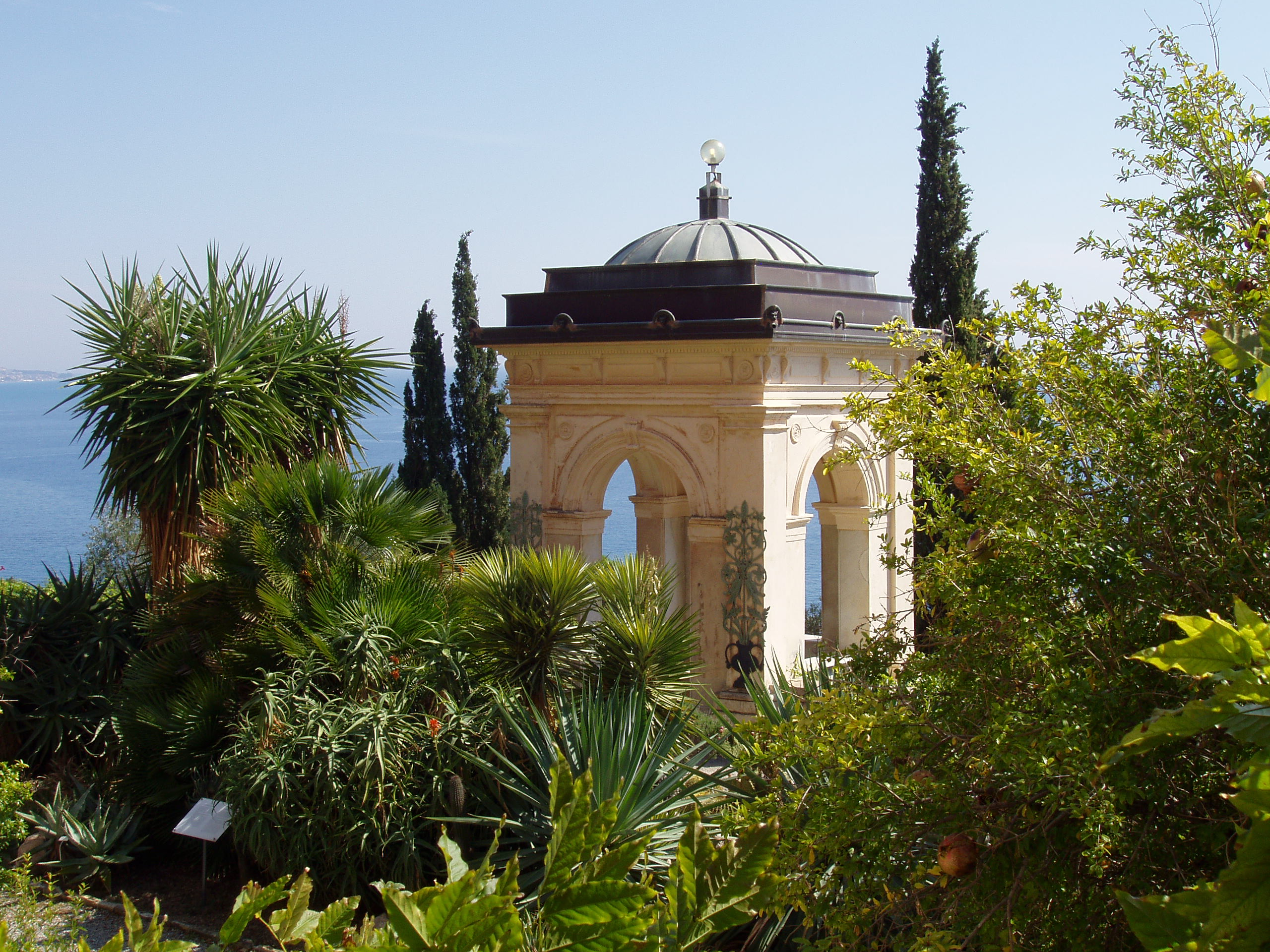
Pavillon
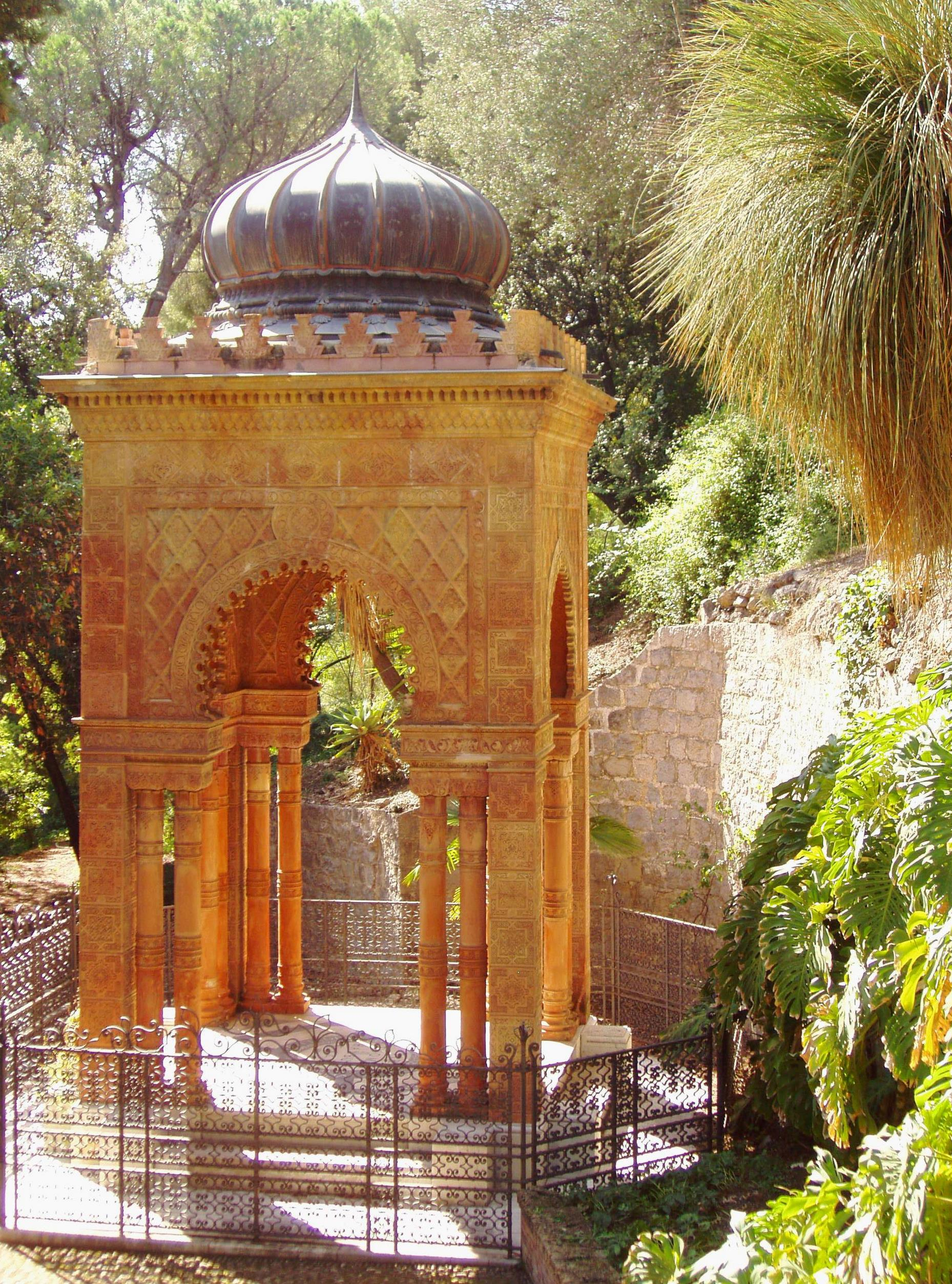
Tombe des Hanburys
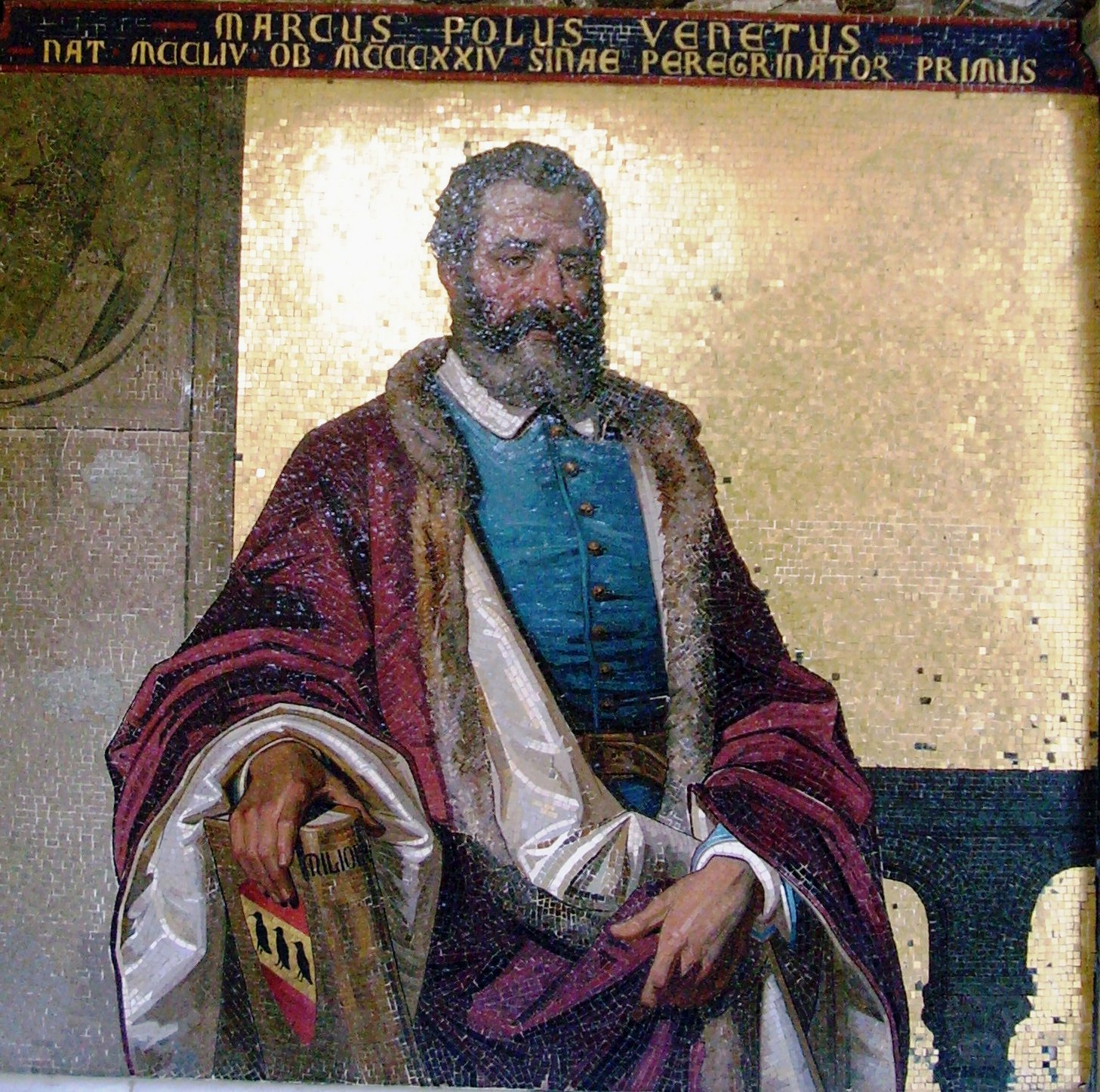
Mosaique de Marco Polo
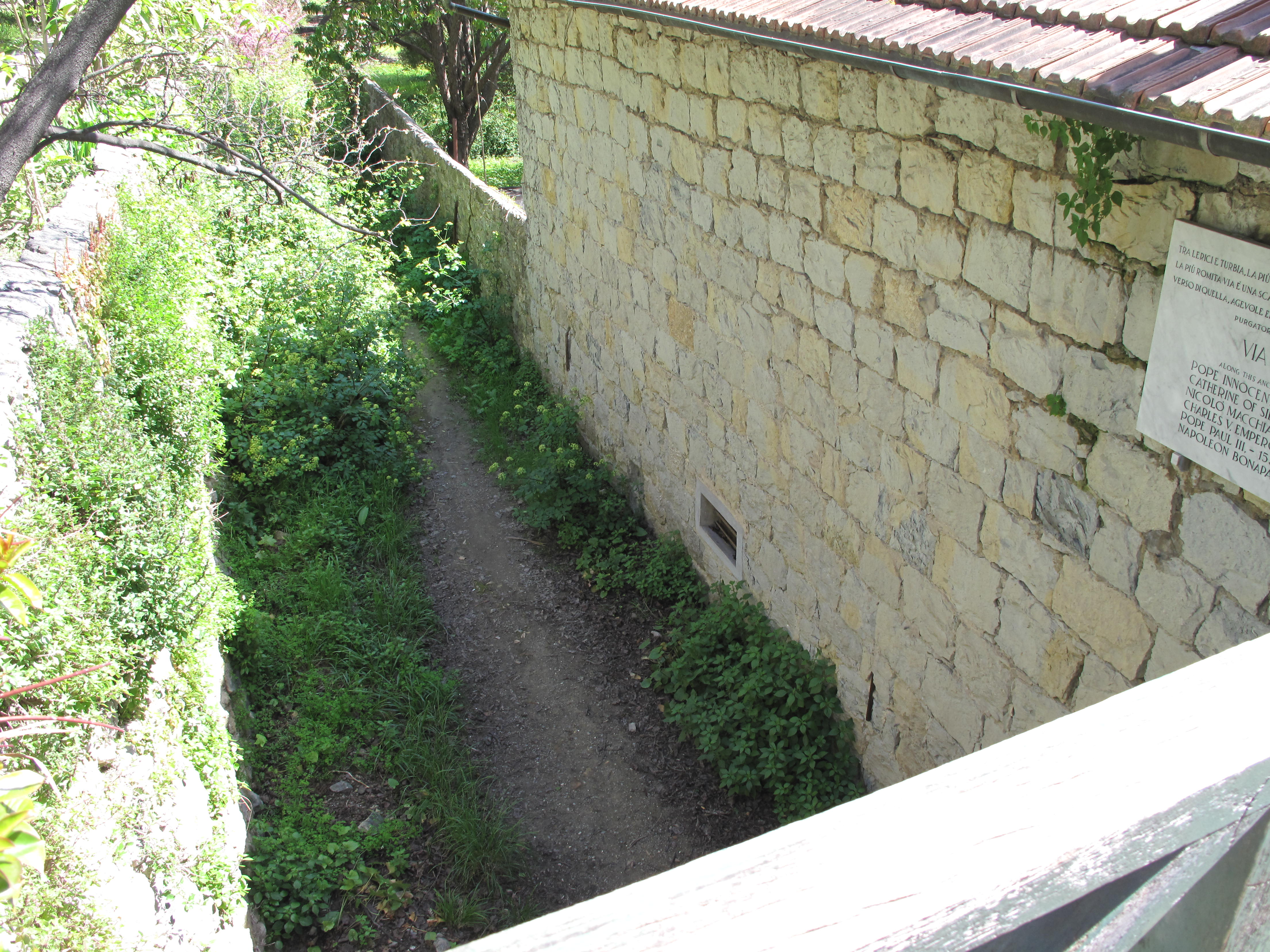
Vestiges de la Via Aurelia.